# 粗枝杜鹃
粗枝杜鹃（学名：Rhododendron basilicum），为杜鹃花科杜鹃花属下的一个植物种。